# باول بريل
باول بريل (بالإنجليزية: Paul Brill)‏ هو ملحن ومنتج أسطوانات وكاتب أغاني أمريكي، ولد في 1950 في الولايات المتحدة.

## وصلات خارجية
- الموقع الرسمي
- باول بريل على موقع IMDb (الإنجليزية)
- باول بريل على موقع ميوزك برينز (الإنجليزية)
- باول بريل على موقع أول ميوزيك (الإنجليزية)
- باول بريل على موقع ديسكوغز (الإنجليزية)
- باول بريل على موقع قاعدة بيانات الفيلم (الإنجليزية)